# カッシニン
カッシニン(Kassinin)は、セネガルガエル属(Kassina)のカエルから単離されるペプチドである。神経ペプチドであるタキキニンペプチドの一つである。防衛反応として分泌され、神経ペプチドシグナルに関わっている。
アミノ酸配列は、以下のとおりである。
H-Asp-Val-Pro-Lys-Ser-Asp-Gln-Phe-Val-Gly-Leu-Met-NH2